# Álmos Csongár

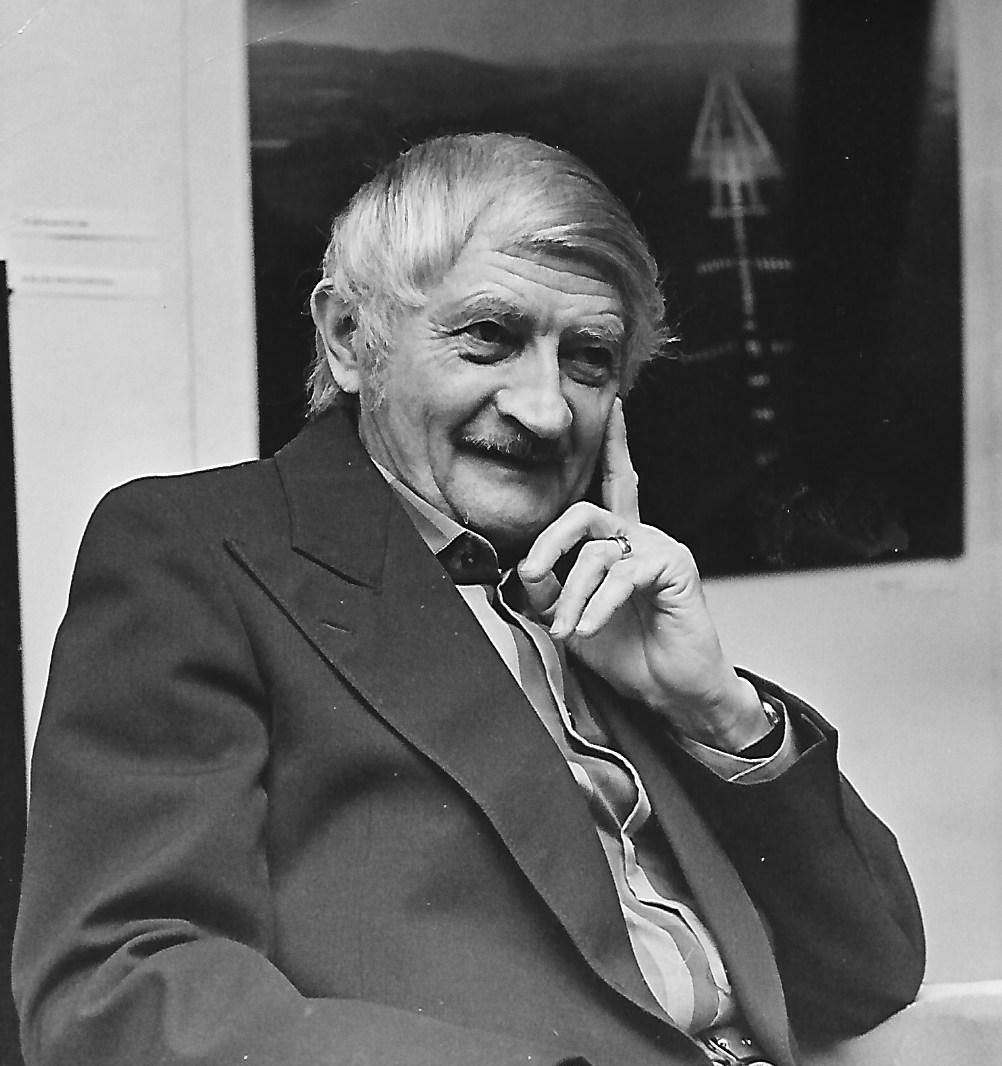
Álmos Csongár (1989)

Álmos Csongár (* 6. September 1920 in Ungvár; † 31. Mai 2016 in Berlin) war ein deutscher Schriftsteller, Publizist, Philosoph und  Nietzsche-Kenner. Er versuchte, die Philosophie von Friedrich Nietzsche – fern des Klischees – für eine breitere Leserschaft populärwissenschaftlich zu öffnen und auf Gemeinsamkeiten zwischen Nietzsche und Karl Marx aufmerksam zu machen. Der gebürtige Ungar galt auch als  Übersetzer und Vermittler zwischen der osteuropäischen und der deutschen Kultur.

## Leben und Wirken
Álmos Csongár wurde 1920 in Ungvár geboren. In gutbürgerlichem Hause verbrachte er seine Kindheit in der oberungarischen Kleinstadt, die zur k.u.k. Monarchie Österreich-Ungarn gehörte und seit 1920 (Friedensvertrag von Trianon) der Tschechoslowakischen Republik (ČSR) zugeteilt wurde. Daher machte er sein Abitur in tschechischer Sprache. Ab 1938 gehörte die Stadt wieder zu Ungarn.
Csongár studierte Philosophie, Klassische Philologie und Germanistik in Debrecen/Ungarn, München und Berlin. Da in Horthy-Ungarn über Nietzsche keine Promotion möglich war, ging er 1943 als Forschungsstipendiat der Alexander von Humboldt-Stiftung nach Berlin, um bei Alfred Baeumler zum Thema Nietzsche und die Dekadenz zu promovieren. Doch war die Divergenz zwischen Csongár und Baeumler zu groß, der Nietzsche für das faschistische System benutzte. Nach Wehrdienstverweigerung erlebte Csongár das Kriegsende in Berlin versteckt bei seiner künftigen Familie.
Aufgrund seiner vielfältigen Sprachkenntnisse und seiner Überzeugung von einer neuen Welt arbeitete er nach 1945 als Dozent für russische und sowjetische Literatur. Zudem unterrichtete er jahrzehntelang an der Volkshochschule Berlin-Mitte Ungarisch.
1946 gründete er den Südost-Pressedienst. Er arbeitete als freier Autor für die Presse der Sowjetunion und der Volksdemokratien, für die Tägliche Rundschau, Neues Deutschland, Berliner Zeitung, für den Sonntag, die Wochenpost und den Eulenspiegel. 1947 ermutigte ihn der ungarische Diplomat Imre Horváth, sich als Mittler zwischen den unterschiedlichen Kulturkreisen zu sehen.
Seit 1949 gehörte Álmos Csongár dem Kulturbund der Deutschen Demokratischen Republik (DDR) an, seit 1952 war er Mitglied des Deutschen Schriftstellerverbandes. 1961 erhielt er die Staatsbürgerschaft der DDR. Csongár arbeitete lebenslang als Freiberufler.
Álmos Csongár starb am 31. Mai 2016 im Alter von 95 Jahren in Berlin.
2018 übernahm die Akademie der Künste, Berlin eine Auswahl seines schriftlichen Nachlasses.

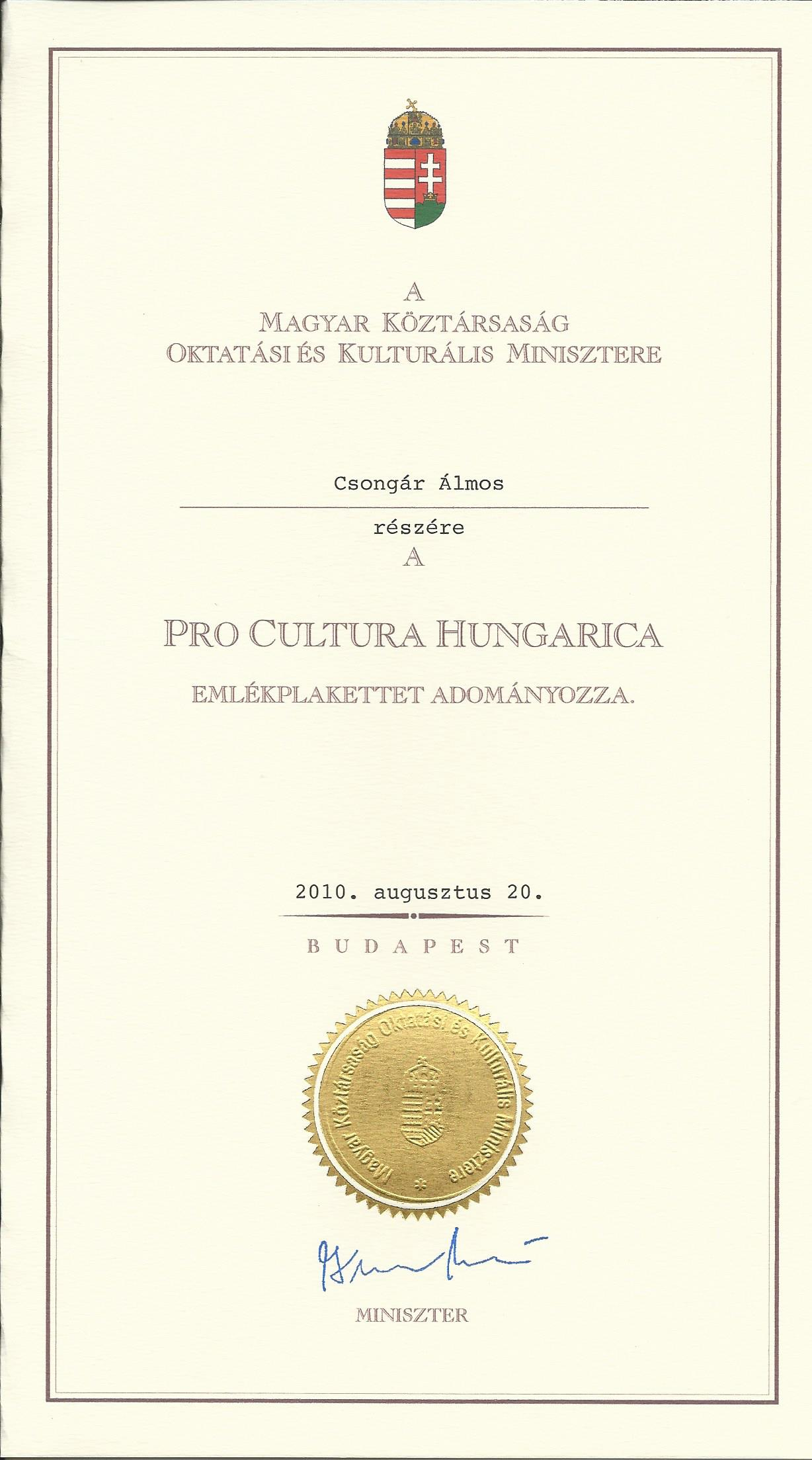
Urkunde Pro Cultura Hungarica

## Auszeichnungen
2000 erhielt er die Große Goldmedaille für seine Verdienste um die Verbreitung der ungarischen Literatur überreicht vom Staatspräsidenten Árpád Göncz.
2010 wurde er von der Ungarischen Regierung mit dem Kulturpreis Pro Cultura Hungarica geehrt.

## Privates
Csongár lebte in Berlin, war mit der Berlinerin Lissy Csongár, geb. Lang (1925–2005), seit 1945 verheiratet. Das Ehepaar hatte zwei Kinder. Neben der Arbeit beherrschte der Sport sein Leben; Tennis spielte er noch als 90-Jähriger.

## Publikationen (Auswahl)
Csongár übertrug mehr als 30 ungarische Romane ins Deutsche (siehe Abschnitt Übersetzungen). Dazu gehörten Autoren wie Árpád Göncz, Imre Dobozy. Hervorzuheben sind seine fundierten Nachworte. Nach der Wende setzte er seine Nietzsche-Forschung fort, beteiligte sich an mehreren internationalen Symposien und schrieb über den Philosophen. Csongár versuchte, Marx und Nietzsche zusammen zu denken.
Er publizierte Essays über Strittmatter, Kant, Fühmann, Christa Wolf, Kunert, Enzensberger. In den Archiven von Berliner Zeitung und Neues Deutschland finden sich über 80 seiner publizistischen Beiträge.
- Ungarn – Land und Leute, VEB F. A. Brockhaus Verlag , Leipzig 1964, 52 Seiten.
- Mit tausend Zungen – Beichte eines wechselvollen Lebens. Autobiographie, Verlag der Nation, Berlin 1984, 425 Seiten.
- Den Gefangenen Nietzsche befreien, Junghans Verlag, Cuxhaven & Dartford 2000, 222 Seiten, ISBN 3-932905-16-4.
- Der gute Europäer aus der Sicht von Friedrich Nietzsche, Junghans Verlag, Cuxhaven & Dartford 2003, 203 Seiten, ISBN 3-932905-53-9.
- Wie die Jungfrau zum Stier wurde. Fluch und Segen eines Jahrhunderts. Überarbeitete Autobiografie, Oberbaum Verlag, Berlin 2006, 448 Seiten, ISBN 3-933314-53-4.
- Ich liebe dich auf ungarisch. Erzählungen, Feuilletons, Humoresken, Oberbaum Verlag, Berlin 2008, 448 Seiten, ISBN 3-938989-07-6.
- Nietzsche light. Zwischen Genie und Wahn, Patchworldverlag, Leipzig 2010, 160 Seiten, ISBN 978-3-941021-01-3.
- Herdenmoral. Gut deutsch sein heißt sich entdeutschen, Patchworldverlag, Leipzig 2012, 160 Seiten, ISBN 978-3-941021-15-0.
- Mein Kater der Philosoph, Patchworldverlag, Leipzig 2013, 127 Seiten, ISBN 978-3-941021-34-1.
- Das ungarische Dilemma. Erzählungen und Essays, verlag am park, Berlin 2015, 229 Seiten, ISBN 978-3-945187-25-8.

Zudem verfasste er 1963 eine Geschichte der ungarischen Literatur, die als Typoskript vorliegt.

## Übersetzungen
- Der Wind weht nicht von ungefähr: Roman, Asztalos, István – Berlin, Aufbau-Verlag, 1951
- Der weisse August: Roman, Sándor, Kálmán – Berlin, Tribüne, 1953
- Ungarn erzählt: Dokumentation, Weise-Standfest, Hilde – Berlin, Volk u. Wissen, 1954
- Bálint Zsóry muss sterben: Roman, Keszi, Imre – Berlin, Tribüne, 1955
- Die Geschichte eines Bleistifts: Roman, Tersánszky, Józsi Jenö – Berlin, Verlag des Ministeriums f. Nationale Verteidigung, 1957
- Nichts als Ärger: Roman, Tersánszky, Józsi Jenö – Berlin, Verlag der Nation, 1959
- Sonne über der Donau: moderne ungarische Erzählungen, Diószegi, András; Csongár, Almos [Übers.] – Berlin, Verlag der Nation, 1962
- Mischi mit dem schwarzen Schwanz: Roman, Tersánszky, Józsi Jenö – Budapest, Corvina-Verlag, 1962, 2. Auflage
- Am Ufer des Purpurmeeres: Roman, Németh, Imre – Berlin, Altberliner Verlag Groszer, 1963
- An einem schwülen Sommertag: Kriminalroman, Móricz, Zsigmond – Berlin, Verlag der Nation, 1964 (Roman für alle;149)
- Schutzengel gesucht: Humoresken und Satiren, Gádor, Béla – Berlin, Eulenspiegel Verlag, 1966
- Martin Kakuk auf Wahlfang: Romanepisode, Tersánszky, Józsi Jenö – Leipzig, Reclam, 1968 (Reclams Universal-Bibliothek;401)
- Marci Kakuk im Glück: Roman, Tersánszky, Józsi Jenö – Berlin, Eulenspiegel-Verlag, 1968
- An einem schwülen Sommertag: Roman, Móricz, Zsigmond – Gemeinschaftsausgabe – Budapest, Corvina-Verlag, 1968
- Der große Fürst: Historischer Roman, Móricz, Zsigmond – Berlin, Verlag der Nation, 1973
- Auf Wiedersehen Liebste!: Roman, Tersánszky, Józsi Jenö – 1 Auflage – Berlin, Verlag der Nation, 1973 (Roman für alle; 209)
- Die Abenteuer des braven Schusters Ficzek: Roman aus dem Budapest der Jahrhundertwende, Hidas, Antal – 1. Auflage – Berlin, 1973
- Marci Kakuk: ein ungarischer Schelmenroman, Tersánszky, Józsi Jenö – 1. Auflage – Berlin, Verlag der Nation, 1975
- Die Wendeltreppe: Roman, Bárány, Tamás – 1. Auflage – Berlin, Verlag der Nation, 1976 (Roman für alle;217/218)
- Mihály Munkácsy: Leben und Werk, Munkácsy, Mihály – Berlin, Henschelverlag Kunst u. Gesellschaft, 1977, 1. Auflage
- Zaubergarten: Roman, Móricz, Zsigmond – Budapest, Corvina-Verlag, 1977, 2. Auflage
- Die Abenteuer des braven Schusters Ficzek: Roman aus dem Budapest der Jahrhundertwende, Hidas, Antal – Gekürzte Fassung, 2. Auflage – Berlin, Verlag der Nation, 1978
- Der Betschemel der Prinzessin und andere Erzählungen, Dobozy, Imre – Berlin, Verlag der Nation, 1978, 1. Auflage
- Bartolomé Esteban Murillo: Leben und Werk, Murillo, Bartolomé Esteban. – Berlin, Henschelverlag, 1978, 1. Auflage
- Schatten der Sonne: Roman, Móricz, Zsigmond – Budapest, Corvina-Verlag, 1979, 2. Auflage
- Die Reiterarmee: Erzählungen, Babel, Isaak – Verlag Büchergilde, 1964, Übersetzer Nemeth Imre und Almos Csongár
- Thomas Gainsborough: Leben und Werk, Gainsborough, Thomas – Berlin, Henschelverlag, 1979, 1. Auflage
- Das Rindvieh mit dem Adelsbrief: Erzählungen, Móricz, Zsigmond – 1. Auflage – Berlin, Verlag der Nation, 1979 (Roman für alle;238/239)
- Legende vom Hasengulasch: Roman, Tersánszky, Józsi Jenö – 1. Auflage – Berlin, Verlag der Nation, 1980 (Roman für alle; 242/243)
- Masaccio: Leben und Werk, Masaccio – Berlin, Henschelverlag, 1980, 1. Auflage
- Die Kettenbrücke: Roman, Lengyel, József – Budapest, Corvina Kiadó, 1982
- Die Bereitschaft: 10 Erzählungen, Thurzó, Gábor – 1. Auflage – Berlin, Evangelische Verlags-Anstalt, 1982
- Der König der Kreuzfahrer: historischer Roman, Szabó, Pál – 2. Auflage – Berlin, Verlag der Nation, 1982
- Frontwechsel: Roman, Dobozy, Imre – 1. Auflage – Berlin, Verlag der Nation, 1983
- Weihnachtsgemälde: Erzählungen, Thurzó, Gábor – Berlin, Evangelische Verlagsanstalt, 1983
- Unendliche Melodie: Roman, Keszi, Imre – Berlin, Verlag der Nation und Budapest, Corvina Verlag, 1984
- Auf Wiedersehen, Liebste!: Roman, Tersánszky, Józsi Jenö – 1. Auflage – Berlin, Verlag der Nation, 1984
- Jan van Eyck: Leben und Werk, Végh, János – 1. Auflage – Berlin, Henschelverlag, 1984
- Das fünfte Siegel: Roman, Sánta, Ferenc – 1. Auflage – Berlin, Verlag der Nation, 1985
- Rebell wider Habsburg: Lebensroman des Lajos Kossuth, Cseres, Tibor – 1. Auflage – Berlin, Verlag der Nation, 1987
- Der Richter: Roman, Bárány, Tamás – Berlin, Verlag der Nation, 1988, 1. Auflage
- Sandalenträger: Roman, Göncz, Árpád – 1. Auflage – Berlin, Aufbau Taschenbuch Verlag, 1993 (Aufbau-Taschenbücher;1009)
- Kleine Geschichte Ungarns, Lázár, István – Budapest, Corvina-Verlag, 1996
- Illustrierte Geschichte Ungarns, Lázár, István – Budapest, Corvina-Verlag, 1997
- Liebe: ungarische Kurzprosa aus dem 20. Jahrhundert, Bart, István [Herausgeber]; Buschmann, Jörg [Übersetzer]; Csongár, Almos [Übersetzer] 3. Auflage – Budapest, Corvina Könyvk., 1998
- Sandalenträger: Roman, Göncz, Árpád – 2. Auflage – Berlin, Aufbau-Taschenbuch-Verlag, 1999 (Aufbau-Taschenbücher;1593)